# Тетоважер из Аушвица
Тетоважер из Аушвица (енгл. The Tattooist of Auschwitz) је роман о холокаусту новозеландске списатељице Хедер Морис, објављен 2018. године. Књига говори о томе како се словачки Јевреј Лале Соколов, који је био затворен у Аушвицу 1942. године, заљубио у девојку коју је тетовирао у концентрационом логору. Прича је заснована на стварним животима Лалија и његове супруге Гите Фурман. Критике су биле мешовите, са комплиментима према убедљивој причи романа заснованој на догађајима из стварног живота, док је Меморијални истраживачки центар Аушвица навео да у роману има тврдње о чињеничним нетачностима које могу довести до погрешног образовања о историјским догађајима.
До 2023. године, роман је продат у преко 12 милиона примерака широм света и преведен на 47 језика. Један од ових превода је на словачком, Лалеовом матерњем језику. Морис је прославила издање словачке верзије књиге у Кромпахију у источној Словачкој, где је Лали рођен. Тетоважер из Аушвица се 2018. године нашао на листа најпродаванијих књига Њујорк Тајмса и Међународних бестселера.